# Patti Page
Patti Page (pravim imenom Clara Ann Fowler; Claremore, Oklahoma; ↓1 8. studenog 1927. – Encinitas, Kalifornija; 1. siječnja 2013.) bila je američka pop-pjevačica i glumica. Bila je jedna od najuspješnijih pjevačica 1950-ih, a njezina izvedba uspješnice "Tennessee Waltz" zasigurno je i danas jedna od najpoznatijih.

## Životopis
Clara Ann Fowler – poznatija po svojem umjetničkom imenu Patti Page – rođena je u velikoj i siromašnoj obitelji u Claremoreu, gradiću blizu Tulse u američkoj saveznoj državi Oklahomi. U Tulsi je pohađala gimnaziju »Daniel Webster« (Daniel Webster High School), gdje je 1945. i maturirala. Zajedno sa svojim dvjema sestrama – zajedno su bile poznate kao Fowler Sisters – pjevala je u crkvi te kasnije i na lokalnoj radio postaji KTUL. Ta je radijska postaja emitirala i 15 minutnu emisiju Meet Patti Page (Upoznajte Patti Page) koju je sponzorirala lokalna mljekara (Page Milk Company). Kad je pjevačica, koja je u spomenutoj emisiji utjelovljavala lik Patti Page, napustila taj program, naslijedila ju je talentirana Clara Ann: preuzevši ulogu, zadržala je i ime Patti Page kao svoj umjetnički pseudonim. 1946. njezin glas je na radiju čuo saksofonist i menadžer Jack Rael. Clara Ann Fowler, odnosno Patti Page na njegov se nagovor pridružila orkestru Jimmyja Joya. Putujući i pjevajući s tim orkestrom diljem SAD-a, zatekla se 1947. u Chicagu, gdje je nastupila i sa sastavom Bennyja Goodmana. Iste je godine potpisala i prvi ugovor za snimanje ploče s diskografskom kućom Mercury Records. Godinu dana poslije opet je nastupala s Bennyjem Goodmanom, ali i s drugim jazz glazbenicima, primjerice Teddyjem Wilsonom, Wardellom Grayem i Stanom Hasselgårdom. Njezina izvedba pjesme Confess Georgea Davida Weissa i Bennia Benjamina, u kojoj je zbog štrajka studijskih glazbenika sama otpjevala i snimila prateću vokalnu dionicu, iste je godine (1948.) uvrštena na glazbenu ljestvicu TOP-20. Tom svojom izvedbom Patti Page je prva u popularnu glazbu uvela t.zv. overdubbing, odnosno praksu da glavni pjevač sam naknadno snimi i prateće vokalne dionice, što do tada nije bilo uobičajeno.
Poslije prvih uspjeha, među kojima i uspješnice "All My Love", njezina je izvedba pjesme "Tennessee Waltz" 1950. postala njen četvrti najprodavaniji singl. Ta se izvedba 13 tjedana održala na prvome mjestu američkih top-ljestvica i bila je jedan od najvećih hitova 1950-ih godina: snimka pjesme na gramofonskoj ploči u izvedbi Patti Page prodana je u više od 10 milijuna primjeraka. Tijekom 1950-ih i 1960-ih bila je jedna od najtraženijih i najbolje plaćenih američkih pjevačica. Nastupala je u popularnim američkim zabavnim televizijskim emisijama (The Dean Martin Show, The Ed Sullivan Show i The Steve Allen Show), a jednu sezonu vodila je i vlastitu emisiju na američkoj TV-mreži NBC pod nazivom The Patti Page Show. Kao glumica je debitirala 1960. ulogom sestre Rachel u dramskom filmu Elmer Gantry redatelja Richarda Brooksa, u kojem su glavne uloge igrali Burt Lancaster i Jean Simmons.
50. obljetnicu svoje uspješne glazbene karijere Patti Page je obilježila 1997. koncertom u njujorškom Carnegie Hallu: snimka tog koncerta na nosaču zvuka »Patti Page: Live at Carnegie Hall« je dvije godine poslije nagrađena Grammyem. Patti je javno nastupala sve do 2012. godine. Preminula je na novu godinu 2013.

## Diskografija
Patti Page je tijekom duge i uspješne pjevačke karijere objavila 40 glazbenih albuma i više od 100 singlova.

### Top-Ten uspješnice
- "I Don’t Care If the Sun Don’t Shine" (1950.)
- "All My Love" ("Bolero", 1950.)
- "Tennessee Waltz" (1950.)
- "Would I Love You" ("Love You, Love You", 1951.)
- "Mockin’ Bird Hill" (1951.)
- "Mister and Mississippi" (1951.)
- "Detour" (1951.)
- "And So to Sleep Again" (1951.)
- "Come What May" (1952.)
- "Once in a While" (1952.)
- "I Went to Your Wedding" (1952.)
- "You Belong to Me" (1952.)
- "Why Don’t You Believe Me" (1952.)
- "(How Much Is That) Doggie in the Window" (1953.)
- "Butterflies" (1953.)
- "Changing Partners" (1953.)
- "Cross Over the Bridge" (1954.)
- "Steam Heat" (1954.)
- "What a Dream" (1954.)
- "Let Me Go, Lover!" (1954.)
- "Allegheny Moon" (1956.)
- "Old Cape Cod" (1957.)
- "Left Right out of Your Heart" ("Hi Lee Hi Lo Hi Lup Up Up", 1958.)
- "Hush, Hush, Sweet Charlotte" (1965.)

### Albumi (izbor)
- Christmas With Patti Page (1955.)
- Just a Closer Walk with Thee (1956.)
- I’d Rather Be Sorry (1971.)
- Patti Page Live at Carnegie Hall (1997.)

## Nagrade i priznanja
- 1979. Pioneer Award, Academy of Country music (Los Angeles, Kalifornija)
- 1983. proglašena članicom Oklahoma Hall of Fame
- 1997. Oklahoma Music Hall of Fame (Muskogee, Oklahoma): nagrada za životno djelo
- 1999. nagrada Grammy za live-album »Patti Page: Live at Carnegie Hall – The 50th Anniversary Concert«
- 2002. Living Legend Award, Oklahoma Jazz Hall of Fame (Tulsa, Oklahoma)
- 2013. nagrada Grammy za životno djelo (postumno)